# Humbleton, Northumberland
Humbleton är en ort i civil parish Akeld, i grevskapet Northumberland i England. Orten är belägen 2 km från Wooler. Humbleton var en civil parish 1866–1955 när det uppgick i Akeld. Civil parish hade 105 invånare år 1951.